# Juriaen van Streeck
Juriaen van Streeck (Amsterdam, 29 febbraio 1632 – Amsterdam, giugno 1687) è stato un pittore olandese.

## Biografia
Si conoscono poche notizie della sua vita: apparentemente nel 1680 abbandonò la pittura e iniziò a gestire una locanda. Specialista di nature morte (ma autore anche di ritratti), dipinse vasellame e frutta spesso poggianti su un tavolo e su sfondo scuro. Nella scelta degli oggetti dimostra la volontà di rappresentare una certa "pompa borghese" (L. J. Bol). Fu probabilmente maestro di Barent van der Meer.
Morì ad Amsterdam e fu sepolto il 12 giugno 1687.

## Opere

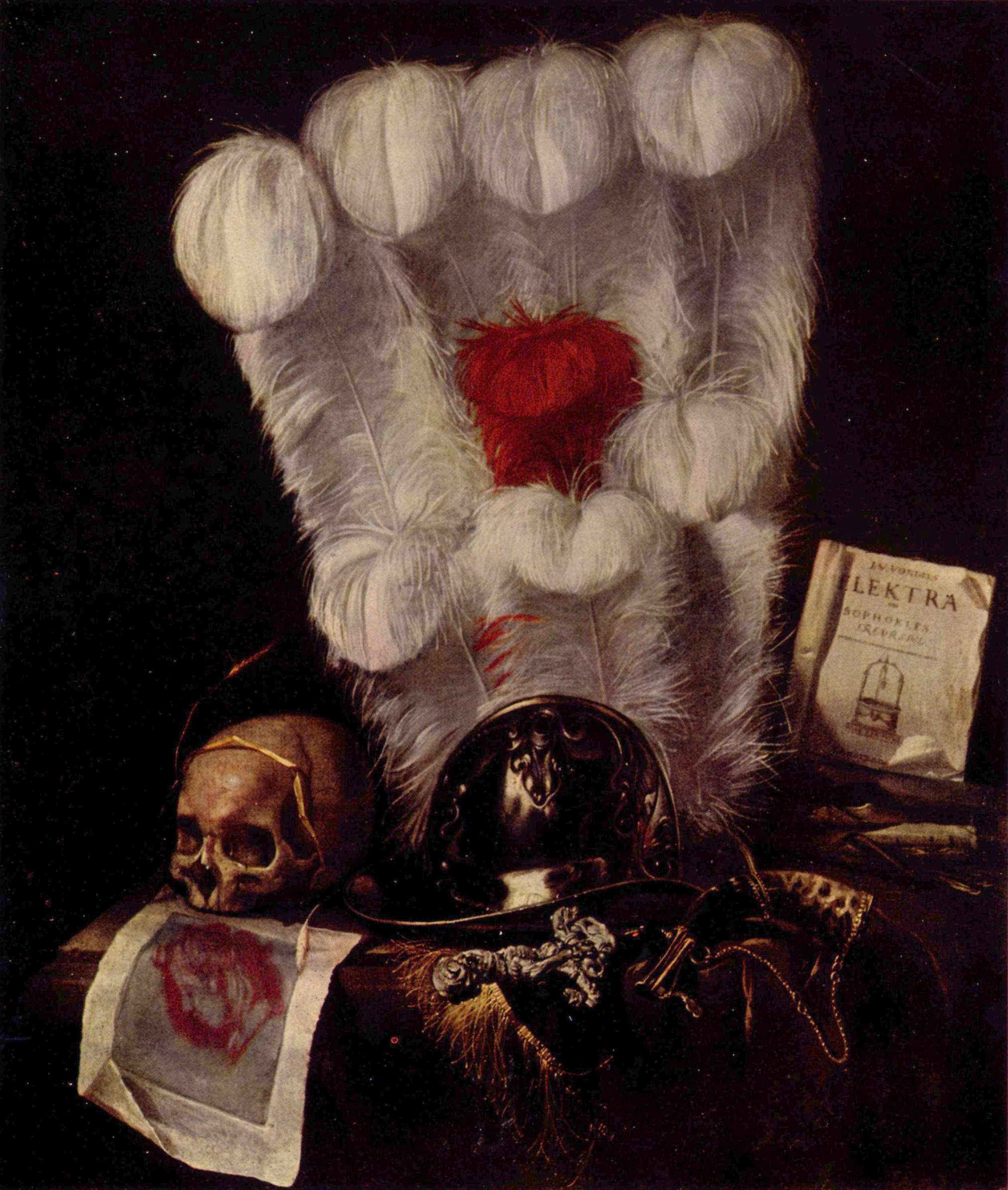
Vanitas, 1670 circa, Museo Puškin
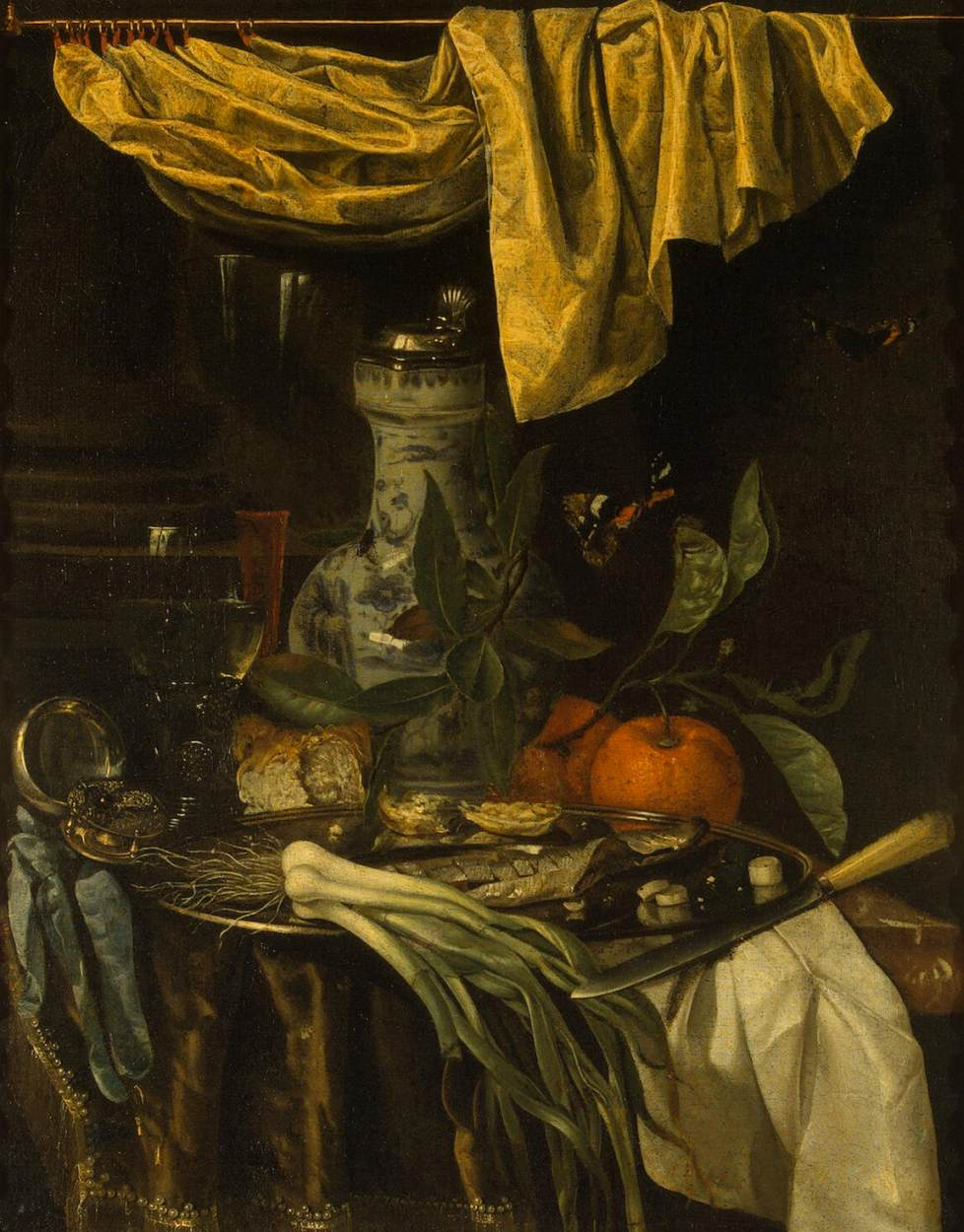
Spuntino, 1670 circa, Ermitage
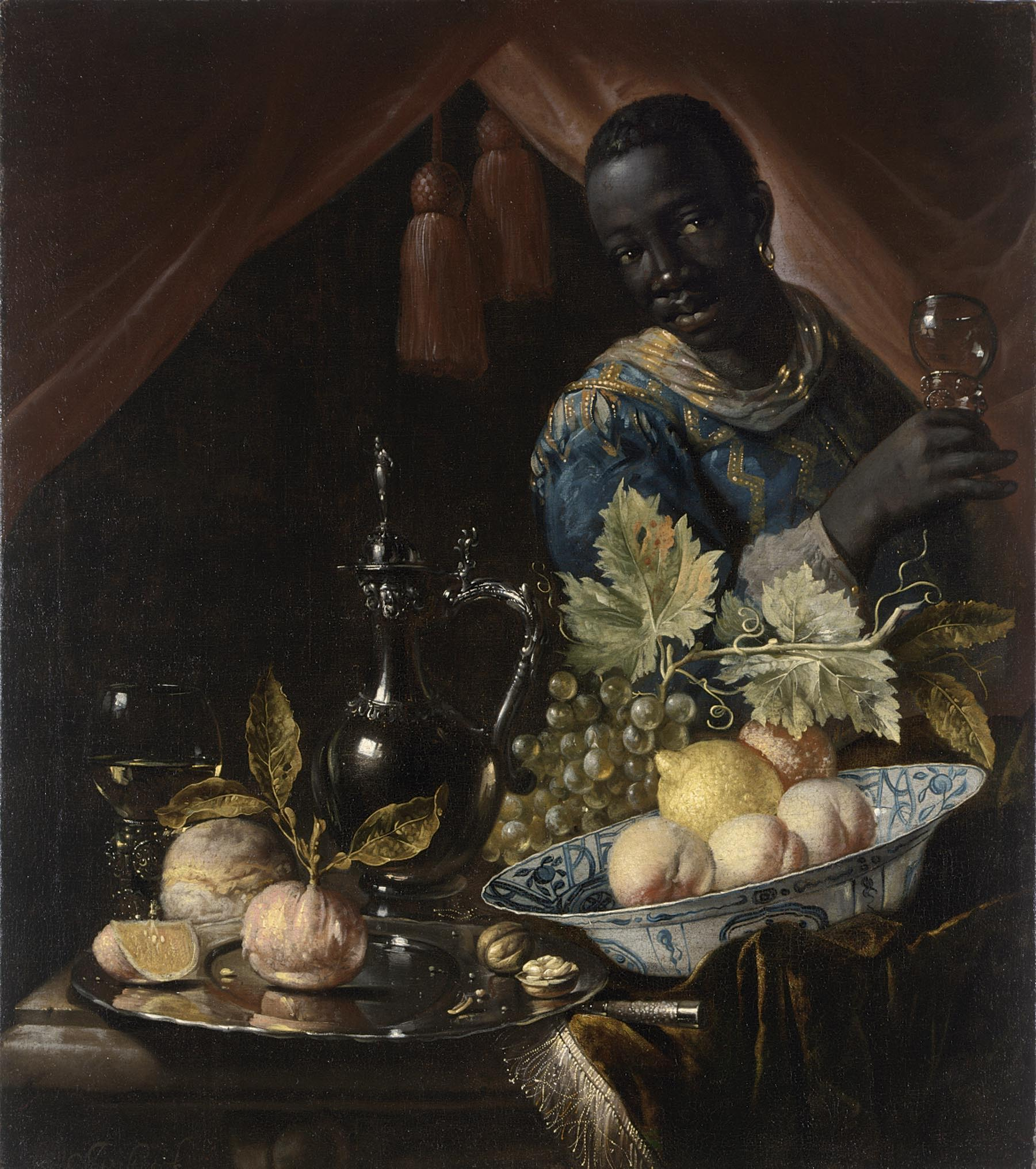
Natura morta con un servo, collezione privata